# Un affare misterioso (film 1932)
Un affare misterioso (Unheimliche Geschichten) è un film del 1932 diretto da Richard Oswald.

## Trama
Passando per caso davanti a un'abitazione, il giornalista Frank Briggs ode un urlo femminile: egli bussa e chiede invano delucidazioni a colui che gli apre, un inventore. Non convinto, tre giorni dopo persuade il suo amico commissario di polizia a compiere una perquisizione nella casa, alla quale si unisce. L'inventore ammette che sua moglie è assente da qualche giorno, e conduce i poliziotti e Briggs in tutte le stanze della casa, compreso il suo laboratorio in cantina, occupato da strani marchingeni compreso un enorme pendolo. Gli inquirenti sentono il miagolio di un gatto provenire da dietro una parete; abbattono il muro e scoprono, oltre al gatto, il cadavere della moglie dell'inventore, che egli aveva ucciso appunto tre giorni prima. L'inventore riesce a fuggire, e Briggs è alle sue calcagna.
L'inventore penetra in un vicino caseggiato, che si rivela essere un magazzino popolato da manichini semoventi raffiguranti scene di crimini del passato, una sorta di museo del crimine. Il proprietario e artefice dei manichini fa entrare Briggs, che segue l'assassino: qui il giornalista ingaggia una lotta con l'inventore, rimane lievemente ferito, e l'inventore riesce nuovamente a fuggire.
L'inventore si rifugia quindi in un ambulatorio medico. Volendo far perdere le sue tracce riesce a farsi passare per mentalmente instabile semplicemente raccontando al medico la verità: dice di aver ucciso la moglie e di averla murata insieme al gatto. Viene quindi trasferito in un manicomio. Nello stesso ambulatorio si reca Briggs per farsi medicare la ferita: egli apprende il nome dell'istituto psichiatrico nel quale l'inventore assassino è stato portato, e vi ci si reca.
Al manicomio Briggs viene ricevuto dal direttore sanitario, che gli conferma che l'inventore si trova presso di loro, attualmente sotto sedativi, e che potrà incontrarlo non appena si fosse svegliato. Nel frattempo lo invita ad una insolita cena, insieme a diverse persone, che si dovrà tenere di lì a poco in una sala dell'istituto. Briggs non tarda a notare che tutti i convitati (compreso il direttore) sono – con un termine impreciso ma iconico – "pazzi", e a rendersi conto che i degenti della clinica si erano liberati e avevano imprigionato il personale nelle celle. Interviene la polizia, ma intanto l'inventore è di nuovo fuggito.
Dopo sei mesi, nel corso dei quali dell'inventore non si ha alcuna notizia, Briggs – amante delle situazioni insolite -, allertato da una comunicazione giunta in redazione si reca al misterioso "club dei suicidi". Qui, ogni sera, fra gli ospiti si compie un particolare gioco di carte, al termine del quale chi pesca l'asso di picche è destinato a morire, ucciso dal direttore del club. Briggs – che ormai è prigioniero all'interno dell'edificio - viene ricevuto dal direttore, e questi non è nient'altri che l'inventore. Quest'ultimo illustra tutte le sue nefarie invenzioni presenti sul posto, compreso un grande sinistro pendolo, poi tenta di uccidere il giornalista, ma, alla fine, viene bloccato da Briggs, che fa intervenire le forze dell'ordine e lo assicura alla giustizia.
Qualche tempo dopo c'è un nuovo personaggio nel museo del crimine: è l'inventore, da poco giustiziato.

## Produzione
Il film fu prodotto dalla Roto Film e dalla G.P. Film GmbH.

## Distribuzione
La Süd-Film distribuì il film sul mercato tedesco il 7 settembre 1932. La pellicola uscì anche in Portogallo il 12 giugno 1933 con il titolo O Clube dos Suicidas e, il 16 dicembre 1940, anche negli Stati Uniti distribuita dalla J.H. Hoffberg Company in una riedizione doppiata